# چرم‌نبشته اورامان
بنچاک (بنچاق) اَوْرامان از آثار به جای مانده به خط پارتی (پهلوی اشکانی) متشکل از سه سند معامله است.
این سه سند معامله مربوط به فروش دو تاکستان و یک زمین دیگر که بر روی پوست آهو نوشته شده، در غاری در اورامان در استان کردستان پیدا شدهو اکنون در کتابخانهٔ بریتانیا نگاهداری می‌شود. دو سند از این سه سند، به خط و زبان یونانی است. هر دو تاریخ سلوکی دارد که یکی معادل ۸۸/۸۷ پیش از میلاد و دیگری معادل ۲۱/۲۲ پیش از میلاد است. در پشت یکی از آن‌ها چند واژه‌ای به زبان پارتی نوشته شده که خلاصهٔ متن یونانی است و احتمالاً تاریخ نگارش آن نسبت به متن یونانی جدیدتر است. سند سوم فقط به خط و زبان پارتی است و تاریخ اشکانی دارد که برابر سدهٔ یکم میلادی (احتمالاً ۵۲ یا ۵۳ م) است. خط پارتی این متن به خط سفالینه‌های نسا شباهت دارد.
نام دو نفر طرف معامله در این اسناد «پاتَسپَک، پسر تیرِن» و «آویل، پسر باینین» نگاشته شده است.
نوشته‌های بنچاق توسط الیس مینز باستان‌شناس و لغت‌شناس بریتانیایی از زبان‌های باستانی ترجمه و در «ژورنال مطالعات هلنی (یونانی)» منتشر شد.
علیرضا شاپور شهبازی می‌نویسد: طومار با این جمله آغاز می‌شود «در عهد فرمانروایی شاه شاهان، ارشک، نیکوکار، دادگر، نامدار و یونان دوست، و [آنِ] ملکه، سیاکَه (Siace)، که هم همسرش است و هم خواهرش از سوی پدر، و آریازاته (Aryazate)... دختر پادشاه بزرگ تیگران که نیز همسرش است، و آزاته (Azate)، همسر [شاه] و خواهر او از سوی پدر، در سال ۲۲۵ در ماه اپلئیوس (Apellaeus)... این سند در پیش گواهان نوشته آمد.» در اینجا چنان می‌نماید که پادشاه اشکانی سه زن داشته است که دو تای آنها خواهران او بوده‌اند (این تعبیر عمومی است و از همان زمان چاپ مقاله مینز پذیرفته شده است).